# Етичний банкінг
Етичний банкінг —  це етичний банківський бізнес, який направлено працює та пропонує банківські продукти, які мають соціальну цінність та є етично відповідальними, а також інвестує у напрямках, що є морально прийнятними для суспільства.
Ідея етичного банківського обслуговування з'явилась в Центральній та Північній Європі у 1980-х рр.

## Основні напрямки етичного банкінгу
Етичний банкінг має характерні особливості, які виражаються у напрямках його діяльності:
- вкладники етичного банку знають, що їхні кошти будуть спрямовані на соціально відповідальні та етичні цілі;
- місія та цінності етичного банкінгу включають соціальну та екологічну відповідальність;
- агенти, які потребують фінансування повинні витрачати кошти на соціальний розвиток, та на проекти, що створюють та зберігають соціальні цінності в суспільстві;
- створення екологічних проектів з чистої енергії;
- корпоративна соціальна відповідальність, що включає доброчинний маркетинг, корпоративний соціальний маркетинг, корпоративну філантропію, волонтерську роботу працівників;[2]
- етичні банки прозоро ведуть діяльність щодо інвестицій та кредитної дільності;
- сервіс для клієнтів етичних банків спрямований на налагодження стосунків банку та клієнта через пропозицію екологічних та етичних фінансових продуктів;[3]

## Принципи ESG
Принципи ESG (англ. Environmental - навколишнє середовище, Social - соціальний аспект, Governance - управління) застосовуються для визначення впливу бізнесу на екологію, суспільство та якість управління через кількісні та якісні показники.
Принципи ESG включають: відповідальне ставлення до довкілля, високу соціальну відповідальність, якісне корпоративне управління. 

## "Принцип Екватора"
Міжнародний стандарт "Принципу Екватора" містить 9 принципів, які використовуються банками для проектного фінансування за яким вони зобов'язуються впроваджувати механізми соціально-екологічної відповідальності у внутрішні процедури та правила, та консультаційну діяльність для фінансування проектів загальною вартістю від 10 млн. дол. США.
"Принципи Екватора" були засновані у 2003 році, за ініціативою 10 найбільших банків світу: ABN AMRO, Barclays, Citigroup, Credit Lyonnais, Credit Suisse, HVB Group, Rabobank, Royal Bank of Scotland, WestLB, Westpa.
З 2007 року до Принципу Екватора приєдналося 60 банків світу, у 2010 кількість банків зросла до 68.
На даний час жоден з українських банків ще не приєднався до "Принципу Екватора".